# Gonzalo Roig
Gonzalo Roig Lobo (La Habana, 20 de julio de 1890 - 13 de junio de 1970) fue un músico cubano, compositor, director musical y fundador de varias orquestas. Fue un pionero del movimiento sinfónico en Cuba, y uno de los principales compositores que redefinió la zarzuela cubana.
En 1902 comenzó a estudiar piano, teoría musical y solfeo y luego se graduó en estudios musicales en el Conservatorio de La Habana. En 1907 comenzó su carrera profesional como pianista y compuso su primera pieza musical para piano y voz solista. Dos años más tarde, comenzó a tocar el violín en el Teatro Martí de La Habana. En 1917 viajó a México. En 1922 fue cofundador de la Orquesta Sinfónica de La Habana, de la cual se convirtió en director musical.
En 1927 fue nombrado director de la banda municipal de música de La Habana. Durante su mandato como director (ocupó el cargo hasta su muerte) hizo innumerables aportes a la música cubana.
En 1929 fundó la Orquesta de Ignacio Cervantes y un año después fue invitado por la Unión Panamericana para dirigir una serie de conciertos en Estados Unidos. En 1931, durante su participación en la creación del Teatro Nacional, compuso y estrenó su zarzuela Cecilia Valdés.
En 1938 fundó la Ópera Nacional de La Habana, que dirigió durante algunos años. Fundó la Sociedad de Autores de Cuba, la Federación Nacional de Autores de Cuba, la Unión Nacional de Autores de Cuba y la Sociedad Nacional de Autores de Cuba.
Además de su Cecilia Valdés, fue el compositor de muchas canciones populares, Quiéreme mucho (Cuando se quiere de veras), Ojos brujos, entre otras.

## Zarzuelas
- Cecilia Valdés
- La Habana de noche
- La Hija del sol
- El Clarín